# ジェフリー・プライス
ジェフリー・プライス（Jeffrey Price、1985年2月26日 - ）は、 アメリカ合衆国ミシシッピ州出身のプロバスケットボール選手。ポジションはパワーフォワード・センター（PF/C）。

## 来歴
ルールビル高校からミシシッピバレー州立大学を経て、2007年にbjリーグのライジング福岡に入団。チームで唯一、全試合に出場し、ファイナル4進出に貢献した。
2008年、大分ヒートデビルズに移籍し、オールスターゲームに主催者推薦で出場。1試合平均17.9得点をあげ、チームのスコアリーダーとなる。シーズン終了後に大分を退団。
2010年3月、高松ファイブアローズに入団し、2010-11シーズン終了まで在籍